# Georges Mys
Georgius Victor Livinus Mathildis (Georges) Mys (Gent, 26 maart 1880 - aldaar, 7 november 1952)  was een  roeier uit België en was lid van de Club Nautique de Gand. Hij nam deel aan de Olympische Spelen en won hierbij een zilveren medaille.

## Loopbaan
Mys werd als onderdeel van de acht met stuurman van de Club Nautique de Gand tweemaal Europees kampioen. Hij nam deel aan de Olympische Spelen van 1908 in Londen als onderdeel van de acht met stuurman van zijn club. Hij behaalde een zilveren medaille.

## Palmares
- 1907:  BK
- 1907:  EK in Straatsburg/Kehl
- 1908:  BK
- 1908:  EK in Luzern
- 1908:  OS in Londen